# Nailloux
Nailloux település Franciaországban, Haute-Garonne megyében. Lakosainak száma 4146 fő (2022. január 1.). Nailloux Montesquieu-Lauragais, Aignes, Ayguesvives, Montgeard, Saint-Léon és Seyre községekkel határos.

## Népesség
A település népességének változása:
| Lakosok száma | 678  | 730  | 1026 | 1917 | 3478 | 3706 | 3873 | 3928 | 3955 | 4146 |
|               | 1968 | 1982 | 1990 | 2006 | 2013 | 2015 | 2017 | 2019 | 2020 | 2022 |

## Testvérvárosok
- Canfranc, Spanyolország